# Terremoto (album)
Terremoto è il quinto album in studio del gruppo musicale italiano Litfiba, pubblicato l'8 gennaio 1993 dalla CGD.
È il secondo capitolo della cosiddetta "tetralogia degli elementi" iniziata nel 1990 con l'uscita del precedente El diablo, e che comprenderà anche i successivi Spirito e Mondi sommersi.
Il disco è caratterizzato da un sound più duro ed aggressivo rispetto alle pubblicazioni precedenti e da liriche ispirate da una forte critica sociale e politica. Il disco ha venduto 700 000 copie in Italia ed ha ottenuto la certificazione di disco di platino.

## Descrizione
Per la composizione dell'album, Piero propose a Ghigo di andare in Messico per cercare un’ispirazione differente e registrare i provini con un semplice quattro piste analogico. Ma alla fine si optò per una casa in Maremma, ad Ansedonia, luogo bellissimo dalle origini etrusche che Piero aveva scoperto anni prima durante un viaggio in moto. Trascorsero ad Ansedonia due mesi, Febbraio e Marzo del 1992, e lì nacquero tutte le canzoni di Terremoto. Il disco venne registrato a Firenze, nel nuovo studio della I.R.A. da Fabrizio Simoncioni. Sul disco, la produzione artistica appare interamente come opera di Alberto Pirelli.
Seguito dell'enorme successo del precedente El diablo, Terremoto ha avvicinato ulteriormente la sonorità della band al metal, continuando così il processo di allontanamento dalle sonorità new wave iniziata con Litfiba 3. Abbastanza influenzato anche dalla musica grunge che spopolava in quel periodo, il disco vede la partecipazione alla batteria di Franco Caforio, ex-membro dei Death SS, storica formazione heavy metal italiana. L'album consacrò ulteriormente la band come nome di punta della scena rock nazionale e riuscì ad arrivare alla seconda posizione nelle classifiche di vendita in Italia. Dopo la pubblicazione del disco, la band iniziò un tour che toccò anche numerose date all'estero. Tra queste va segnalata una a Roma, che venne ritardata per un allarme bomba. Dall'album furono estratti tre singoli: Maudit, Sotto il vulcano e Prima guardia. Tutti i brani dell'album sono firmati Pelù-Renzulli, eccetto Sotto il vulcano (Pelù-Aiazzi/Renzulli). L'album risulta il 14º più venduto del 1993.Le testimonianze del Terremoto Tour sono nell’album MC/CD “Colpo di coda” (che vedrà il passaggio della band alla EMI dopo anni di Warner-CGD) e nel Dvd “Terremoto Tour ‘93” contenuto nel box set “Litfiba rare and live”.

## Temi
Rispetto agli album precedenti, in Terremoto la critica nei confronti del sistema politico nazionale assume un'importanza rilevante all'interno del disco. All'inizio degli anni 90, la cosiddetta  Tangentopoli che aveva scoperchiato le storture della Prima Repubblica e molti brani del disco fanno riferimento alla decadenza ed alla corruzione del sistema politico italiano, narrate occasionalmente attraverso la vena ironica tipica del gruppo. Alcune di queste tematiche includono l'attacco al malaffare e al vecchio sistema di potere corrotto (Dimmi il nome, Dinosauro), la critica allo strapotere dei mass media (Maudit) e il ritratto della propria città, Firenze, come vittima di una inarrestabile decadenza (Firenze sogna). 
Altri brani del disco invece prendono spunto da riflessioni di natura differente, spesso ispirate da temi aventi natura sociale. Soldi è dedicata ironicamente al detrattori che accusavano i Litfiba di essersi imborghesiti e di aver pubblicato gli ultimi dischi per mero profitto. La canzone rappresenta una critica alla generazione dei figli del boom economico del dopoguerra, e della fine del modo di pensare utopistico in virtù della società capitalistica, che premia l'avidità personale, da cui nascono le guerre e la corruzione.
A questi brani si uniscono poi un sarcastico e allusivo ritratto di una coppia in crisi (Il mistero di Giulia), la ballata antimilitarista Prima guardia (ispirata da Il deserto dei Tartari di Dino Buzzati) e la poetica Fata Morgana, e legata al fenomeno ottico omonimo. Chiude l'album Sotto il vulcano, omaggio nei confronti della cultura messicana e ispirata dal romanzo omonimo di Malcolm Lowry. La canzone venne dedicata dalla band ad Augusto Daolio, cantante storico dei Nomadi, perché il giorno in cui i Litfiba la stavano registrando appresero la notizia della sua morte.
Terremoto venne prodotto in un periodo musicale nel quale il grunge, l'heavy metal dominavano il mercato. La sonorità marcatamente hard rock del disco permise al gruppo di suonare al Roskilde Festival, evento unico e storico per un gruppo rock italiano. In quell'edizione, i Litfiba divisero il palco con artisti del calibro di Anthrax, Motörhead, Suicidal Tendencies e Sonic Youth. 

## Tracce
Testi di Piero Pelù, musiche di Ghigo Renzulli.
1. Dimmi il nome – 3:41
2. Maudit[4] – 4:54
3. Fata Morgana – 5:13
4. Soldi – 3:49
5. Firenze sogna – 4:38
6. Dinosauro – 3:47
7. Prima guardia – 4:56
8. Il mistero di Giulia – 5:57
9. Sotto il vulcano – 4:50 (musica: Renzulli/Aiazzi)

## Formazione
Gruppo
- Piero Pelù - voce
- Ghigo Renzulli - chitarra, scacciapensieri, cori
- Federico Poggipollini - chitarra ritmica, cori
- Roberto Terzani - basso, voce addizionale, cori
- Antonio Aiazzi - tastiere, cori
- Franco Caforio - batteria

Altri musicisti
- Dj Stile - scratch (in Maudit)
- Harish Powar - sitar (in Fata Morgana)

## Singoli/Videoclip
- Maudit (promo, videoclip)
- Sotto il vulcano (promo, videoclip)
- Prima guardia (promo, videoclip)
- Fata Morgana (videoclip)

## Classifiche

### Classifiche settimanali
| Classifica (1993) | Posizione massima |
| ----------------- | ----------------- |
| Europa            | 33                |
| Italia            | 2                 |
| Svizzera          | 28                |

### Classifiche di fine anno
| Classifica (1993) | Posizione |
| ----------------- | --------- |
| Italia            | 14        |